# Kyperský spor

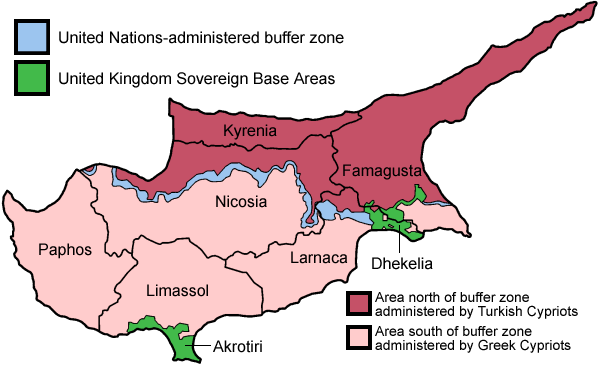
Mapa rozděleného Kypru

Kyperský spor je mezinárodní konflikt který de facto probíhá na ostrově Kypr ležícím ve východní části Středozemního moře. Důsledkem konfliktu je od roku 1974 rozdělení Kypru na dvě části: jižní, převážně řeckou kyperskou republiku (59 %, původní stát), severní tureckou severokyperskou republiku (33 %) a obě zóny oddělující nárazníkové pásmo OSN tzv. zelená linie, které rozděluje i hlavní město Nikosii. Poslední entitou na ostrově jsou 2 menší území spadající pod suverenitu Velké Británie, která na nich má vojenské základny Akrotiri a Dekelia, které ale byly smluvně vytvořeny před rozdělením ostrova.